# Colombo Express
Colombo Express je njemački kontejnerski brod u vlasništvu hamburške kompanije Hapag-Lloyd te je jedan od najvećih te vrste na svijetu. Kada je porinut u siječnju 2005. bio je najveći kontejnerski brod na svijetu ali mu je taj primat već sljedeće godine oduzeo danski Emma Mærsk.
Brod je izgrađen u južnokorejskom brodogradilištu Hyundai Heavy Industries te je prvi iz istoimene klase još sedam jednakih brodova koji su dobili ime po njemačkim i dalekoistočnim gradovima. Sam Colombo Express je dobio ime po Colombu, najvećem gradu i poslovnom središtu Šri Lanke.
Brod se uglavnom koristi za trgovačke rute između Europe i jugoistočne Azije.

## Klasa Colombo Express
Kontejnerski brodovi iz klase Colombo Express su:
- Colombo Express
- Bremen Express
- Chicago Express
- Hannover Express
- Kuala Lumpur Express
- Kyoto Express
- Osaka Express
- Tsingtao Express

## Vanjske poveznice
- Vessel Tracker.com
- [neaktivna poveznica]